# Maigret a noc na křižovatce
Maigret a noc na křižovatce (Maigret: Night at the Crossroads) je britský hraný film z roku 2017, který je součástí minisérie Maigret. Film natočila Sarah Harding podle románu Georgese Simenona Noc na křižovatce. Komisař Maigret, kterého hraje Rowan Atkinson, vyšetřuje vraždu belgického obchodníka s diamanty.

## Děj
Ve městě Arpajon nedaleko Paříže byl zastřelen muž. Jeho mrtvola je objevena v garáži Dána jménem Carl Andersen. Ten žije spolu se svou sestrou Elsou ve starém zámečku, kde se živí navrhováním látek. Po nálezu mrtvoly se oba pokusí uprchnout, ale jsou zadrženi na Východním nádraží. Vyšetřování proto přebírá komisař Maigret, který spolupracuje se svým bývalým kolegou inspektorem Grandjeanem z Arpajonu. V sousedství zámku se na křižovatce nachází autoservis a dům, ve kterém bydlí obchodní cestující Michonnet se svou ženou. Zavražděným byl anverpský obchodník s diamanty Isaac Goldberg a zdá se, že lidé v sousedství ho mohou znát.

## Obsazení
| Rowan Atkinson   | komisař Maigret     |
| Shaun Dingwall   | inspektor Janvier   |
| Lucy Cohu        | paní Maigretová     |
| Leo Staar        | inspektor LaPointe  |
| Mark Heap        | doktor Moers        |
| Ben Caplan       | Isaac Goldberg      |
| Katherine Kanter | Sarah Goldbergová   |
| Robin Weaver     | paní Michonnetová   |
| Wanda Opalinska  | Jo Jo               |
| Tom Wlaschiha    | Carl Anderson       |
| Mia Jexen        | Else Andersen       |
| Aidan McArdle    | soudce Comeliau     |
| Kevin McNally    | inspektor Grandjean |
| Stephen Wight    | Thierry Bertinet    |
| Paul Chahidi     | Michonnet           |
| Joplin Sibtain   | Oscar               |
| Dorothy Atkinson | Claire Grandjeanová |
| Jonathan Newth   | velvyslanec Sievens |
| Max Wrottesley   | Wilmotts            |